# قسطنطين قره تيوتودرس باشا
قسطنطين قره تيوتودرس باشا هو سياسي عثماني شغل منصب والي في الدولة العثمانية.

## مناصبه
تولى المناصب التالية:
- أمير ساموس (يوليو 1906–سبتمبر 1907)